# طلعة زار السفلي (زيلايي)
طلعة زار السفلی (بالفارسية: طلعه زار سفلی) هي قرية تقع في إيران في قسم زیلایی الريفي. يقدر عدد سكانها بـ 65 نسمة .